# Ginástica artística nos Jogos Olímpicos de Verão de 2008 - Qualificatória masculina
A qualificatória masculina da ginástica artística dos Jogos Olímpicos de Verão de 2008 aconteceu no Estádio Nacional Indoor de Pequim em 9 de agosto. Os resultados determinaram os classificados para as finais por equipes (as oito melhores equipes), Individual geral (os 24 melhores ginastas) e por aparelhos (salto, solo, cavalo com alças, argolas, barras paralelas e barra fixa - 8 ginastas para cada final). A competição foi dividida em três subdivisões, que se iniciaram às 12h, 16h e 20h no horário local.

## Ordem de partida

### Subdivisão 1
Início: 12h00 (UTC+8)
- ITA Itália (Equipe completa)
- ESP Espanha (Equipe completa)
- USA Estados Unidos (Equipe completa)
- Time misto 2 (Israel, Grã-Bretanha, Uzbequistão e Colômbia)
- Time misto 6 (Iémen, Geórgia, Grécia e Egito)
- Time misto 3 (Polônia, Suíça e Países Baixos)

### Subdivisão 2
Início: 16h00 (UTC+8)
- CHN China (Equipe completa)
- Time misto 4 (Brasil, República Checa, Croácia e Hungria)
- CAN Canadá (Equipe completa)
- RUS Rússia (Equipe completa)
- JPN Japão (Equipe completa)
- FRA França (Equipe completa)

### Subdivisão 3
Início: 20h00 (UTC+8)
- BLR Bielorrússia (Equipe completa)
- Time misto 5 (Eslovênia, Ucrânia e Bélgica)
- KOR Coreia do Sul (Equipe completa)
- GER Alemanha (Equipe completa)
- Time misto 1 (Luxemburgo, Bulgária, Venezuela, Porto Rico e Austrália)
- ROU Romênia (Equipe completa)

## Resultados
| CON | Ginasta                |        |        |        |        |        |        | Total  |
| --- | ---------------------- | ------ | ------ | ------ | ------ | ------ | ------ | ------ |
| ITA | Matteo Angioletti      | 14,250 | -      | 15,625 | 16,500 | -      | 13,575 | 59,950 |
| ITA | Enrico Pozzo           | 14,800 | 14,325 | 14,250 | 15,700 | 14,750 | 14,850 | 88,675 |
| ITA | Alberto Busnari        | 13,525 | 15,125 | -      | -      | 14,625 | 14,375 | 57,650 |
| ITA | Igor Cassina           | -      | 13,800 | -      | 0,000  | 14,125 | 16,000 | 43,925 |
| ITA | Andrea Coppolino       | 14,025 | 12,925 | 15,975 | 14,825 | 13,675 | -      | 71,425 |
| ITA | Mateo Morandi          | 14,175 | 13,700 | 16,025 | 16,100 | 13,725 | 13,850 | 87,575 |
| ESP | Gervasio Deferr        | 15,825 | -      | -      | 15,075 | 14,600 | 13,725 | 59,225 |
| ESP | Isaac Botella          | 14,975 | 13,600 | 14,900 | 16,050 | -      | -      | 59,525 |
| ESP | Iván San Miguel        | -      | 13,775 | 15,200 | 16,050 | 14,375 | 14,525 | 73,925 |
| ESP | Manuel Carballo        | 14,650 | 14,475 | 14,900 | -      | 15,275 | 13,025 | 72,325 |
| ESP | Rafael Martínez        | 15,550 | 14,800 | 14,325 | 15,750 | 15,100 | 15,275 | 90,800 |
| ESP | Sergio Muñoz           | 14,575 | 12,700 | 15,150 | 16,100 | 13,675 | 13,300 | 85,500 |
| USA | Joe Hagerty            | 15,275 | 13,925 | -      | 15,700 | 15,350 | 15,400 | 75,650 |
| USA | Alexander Artemev      | 14,875 | 15,250 | 13,675 | 15,825 | 15,175 | 14,925 | 89,725 |
| USA | Raj Bhavsar            | 14,175 | 14,050 | 15,325 | 16,175 | 15,625 | -      | 75,350 |
| USA | Jonathan Horton        | 15,350 | 13,925 | 15,325 | 15,950 | 15,525 | 15,575 | 91,650 |
| USA | Justin Spring          | 14,400 | -      | 14,175 | 15,900 | 15,800 | 15,375 | 75,560 |
| USA | Kevin Tan              | -      | 14,100 | 15,725 | -      | -      | 14,425 | 44,250 |
| ISR | Alexander Shatilov     | 15,600 | 13,825 | 14,075 | 15,575 | 14,500 | 14,225 | 87,800 |
| GBR | Daniel Keatings        | 14,900 | 15,175 | 13,775 | 15,625 | 14,900 | 14,575 | 88,950 |
| GBR | Louis Smith            | 13,700 | 15,325 | 13,325 | 15,375 | 13,425 | 14,175 | 85,325 |
| UZB | Anton Fokin            | 14,325 | 14,725 | 14,825 | 15,625 | 16,150 | 13,625 | 89,275 |
| COL | Jorge Hugo Giraldo     | 14,200 | 13,350 | 13,950 | 15,150 | 14,025 | 13,975 | 84,650 |
| EGY | Mohamed Serour         | 13,450 | 13,250 | 12,675 | 15,325 | 12,375 | 14,125 | 81,200 |
| GRE | Vlasios Maras          | -      | -      | -      | 15,925 | -      | 13,975 | 29,900 |
| GEO | Iilia Giorgadze        | 14,625 | -      | -      | -      | 15,150 | -      | 29,775 |
| YEM | Nashwan Al Hazari      | 13,250 | 12,525 | -      | 15,400 | -      | -      | 41,175 |
| POL | Leszek Blanik          | -      | -      | -      | 16,700 | -      | -      | 16,700 |
| SUI | Claudio Capelli        | 13,600 | 14,475 | 14,375 | 15,325 | 14,100 | 14,675 | 86,550 |
| SUI | Christoph Schärer      | -      | 13,150 | -      | -      | -      | 15,350 | 28,500 |
| NED | Epke Zonderland        | -      | -      | -      | -      | -      | 15,750 | 15,750 |
| CHN | Chen Yibing            | 14,725 | 14,475 | 16,525 | 16,275 | 15,075 | 14,525 | 96,600 |
| CHN | Yang Wei               | 15,400 | 15,425 | 16,225 | 16,550 | 15,350 | 14,925 | 93,875 |
| CHN | Li Xiaopeng            | 15,100 | -      | 14,800 | 16,775 | 16,425 | 15,400 | 78,500 |
| CHN | Xiao Qin               | 14,375 | 16,000 | -      | 15,725 | 15,450 | 15,150 | 76,700 |
| CHN | Huang Xu               | -      | 15,300 | 15,300 | -      | 16,075 | -      | 46,675 |
| CHN | Zou Kai                | 15,700 | -      | -      | 15,700 | -      | 15,600 | 47,000 |
| HUN | Robert Gal             | 13,425 | 13,225 | -      | -      | 12,900 | -      | 39,550 |
| CRO | Filip Ude              | 14,775 | 15,475 | -      | -      | -      | -      | 30,250 |
| CZE | Martin Konecni         | -      | 13,650 | -      | -      | -      | 13,125 | 26,775 |
| BRA | Diego Hypólito         | 15,950 | -      | -      | 16,100 | -      | -      | 32,050 |
| CAN | Kyle Shewfelt          | 15,525 | -      | 13,925 | 16,350 | -      | 14,250 | 60,050 |
| CAN | Nathan Gafuik          | 15,225 | 13,800 | 14,250 | 16,175 | 15,450 | 14,825 | 89,725 |
| CAN | Adam Wong              | 14,900 | 14,375 | 14,500 | 15,650 | 15,125 | 14,575 | 89,125 |
| CAN | Grant Golding          | 14,850 | 14,125 | 15,275 | -      | 15,450 | -      | 59,700 |
| CAN | David Kikuchi          | -      | 14,175 | 15,200 | 15,575 | 15,150 | 14,200 | 74,300 |
| CAN | Brandon O'Neill        | 3,450  | 12,475 | -      | 15,125 | 14,900 | 0,000  | 45,975 |
| RUS | Maxim Devyatovsky      | 15,300 | 13,300 | 15,375 | 15,825 | 15,425 | 15,125 | 90,350 |
| RUS | Anton Golotsutskov     | 15,600 | 12,325 | 15,075 | 16,550 | -      | 14,300 | 73,850 |
| RUS | Sergei Khorokhordin    | 14,975 | 14,800 | 15,075 | 15,725 | 15,875 | 15,350 | 91,800 |
| RUS | Nikolai Kryukov        | -      | 14,850 | -      | 16,200 | 16,175 | 15,050 | 62,275 |
| RUS | Konstantin Pluzhnikov  | 14,450 | -      | 14,275 | -      | 14,950 | -      | 43,675 |
| RUS | Yuri Ryazanov          | 14,600 | 14,450 | 15,100 | 15,550 | 15,625 | 14,800 | 90,125 |
| JPN | Takehiro Kashima       | -      | 14,425 | -      | 15,975 | 15,550 | 15,150 | 61,100 |
| JPN | Takuya Nakase          | 15,500 | 14,075 | 15,275 | -      | 15,725 | 15,450 | 76,025 |
| JPN | Makoto Okiguchi        | 15,275 | -      | -      | 15,750 | -      | -      | 31,025 |
| JPN | Koki Sakamoto          | 14,950 | 14,925 | 15,525 | 16,200 | 15,625 | 14,725 | 91,950 |
| JPN | Hiroyuki Tomita        | 15,175 | 15,175 | 15,025 | 15,200 | 15,775 | 15,550 | 91,900 |
| JPN | Kohei Uchimura         | 15,725 | 14,100 | 14,675 | 16,200 | 16,025 | 15,325 | 92,050 |
| FRA | Thomas Bouhail         | 15,125 | 13,850 | 13,700 | 16,625 | 14,675 | 14,575 | 88,550 |
| FRA | Benoît Caranobe        | 15,125 | 14,250 | 15,100 | 16,500 | 15,275 | 14,675 | 90,925 |
| FRA | Yann Cucherat          | -      | -      | -      | -      | 16,000 | 15,850 | 31,850 |
| FRA | Dimitri Karbanenko     | 14,050 | 13,700 | 13,675 | 16,125 | 15,500 | 15,450 | 88,500 |
| FRA | Danny Rodrigues        | 14,200 | 13,400 | 15,800 | -      | -      | -      | 43,400 |
| FRA | Hamilton Sabot         | 14,575 | 14,025 | 14,375 | 15,400 | 15,400 | 13,975 | 87,750 |
| BLR | Alexei Ignatovich      | -      | 15,075 | 0,000  | 0,000  | -      | 13,000 | 28,075 |
| BLR | Dmitry Kasperovich     | 14,675 | -      | 15,275 | 16,500 | 15,525 | 14,250 | 76,225 |
| BLR | Igor Kozlov            | 14,025 | 12,675 | 14,925 | 15,275 | 0,000  | -      | 56,900 |
| BLR | Denis Savenkov         | 14,525 | 13,525 | 13,750 | 15,675 | 14,700 | 14,750 | 87,025 |
| BLR | Dmitry Savitsky        | 14,375 | 14,525 | 15,175 | 16,300 | 15,700 | 14,575 | 90,650 |
| BLR | Alexander Tsarevich    | 14,300 | 14,450 | -      | -      | 15,175 | 14,850 | 58,775 |
| SLO | Mitja Petkovšek        | -      | -      | -      | -      | 16,125 | -      | 16,125 |
| UKR | Valery Goncharov       | -      | -      | -      | -      | 16,000 | 13,850 | 29,850 |
| UKR | Alexander Vorobyev     | -      | -      | 16,250 | -      | -      | -      | 16,250 |
| BEL | Koen Van Damme         | 12,575 | 14,200 | 14,325 | 14,450 | 14,600 | 14,475 | 84,625 |
| KOR | Kim Daeeun             | 15,500 | 14,725 | 15,450 | 16,050 | 16,050 | 14,625 | 92,400 |
| KOR | Kim Jihoon             | 14,975 | 15,175 | -      | 15,650 | -      | 14,525 | 60,325 |
| KOR | Kim Seungil            | 14,975 | 14,550 | 14,325 | 15,650 | 15,325 | 12,175 | 87,000 |
| KOR | Kim Soomyun            | 15,575 | 13,800 | 14,175 | 16,025 | 15,350 | 14,975 | 89,900 |
| KOR | Yang Tae Young         | 13,850 | 15,000 | 14,875 | 16,000 | 16,100 | 13,475 | 89,300 |
| KOR | Yoo Wonchul            | -      | -      | 15,575 | -      | 16,150 | -      | 31,725 |
| GER | Thomas Andergassen     | -      | 14,900 | 15,525 | -      | 14,675 | -      | 45,100 |
| GER | Phillip Boy            | 14,450 | 14,675 | 14,650 | 16,200 | 15,125 | 14,375 | 89,475 |
| GER | Fabian Hambüchen       | 15,800 | 13,100 | 14,975 | 16,300 | 16,050 | 16,200 | 92,425 |
| GER | Robert Juckel          | 14,850 | 14,850 | 14,425 | 15,050 | -      | 14,750 | 73,925 |
| GER | Marcel Nguyen          | 15,425 | -      | 14,850 | 16,225 | 14,875 | 14,450 | 75,825 |
| GER | Eugen Spiridonov       | 15,025 | 14,475 | -      | 15,650 | 15,450 | 14,400 | 75,000 |
| LUX | Sascha Palgen          | 15,200 | 13,000 | 14,325 | 15,725 | 14,225 | 13,600 | 86,075 |
| BUL | Jordan Jovtchev        | -      | -      | 16,275 | -      | -      | -      | 16,275 |
| VEN | Jose Luis Fuentes      | 14,150 | 15,525 | 14,850 | 15,675 | 15,375 | 14,750 | 90,325 |
| PUR | Luis Rivera Rivera     | 15,125 | 14,750 | 15,250 | 16,225 | 14,575 | 14,675 | 90,600 |
| AUS | Samuel Simpson         | 14,550 | 14,000 | 13,800 | 15,600 | 14,200 | 13,475 | 85,625 |
| ROU | Răzvan Selariu         | 15,400 | 14,075 | 15,175 | 12,900 | 14,950 | 13,475 | 85,975 |
| ROU | Flavius Koczi          | 15,125 | 14,400 | 13,950 | 16,600 | 15,075 | 15,025 | 90,175 |
| ROU | Daniel Popescu         | 14,575 | 14,500 | 13,975 | 16,400 | 14,525 | 13,325 | 87,300 |
| ROU | George Robert Stănescu | -      | 12,925 | 15,750 | -      | 15,200 | -      | 43,875 |
| ROU | Marian Drăgulescu      | 15,925 | -      | -      | 16,625 | -      | 14,800 | 47,350 |
| ROU | Adrian Bucur           | 14,725 | 12,525 | 14,950 | 15,700 | 14,825 | 13,750 | 86,475 |

### Equipes
| Pos. | País               |        |        |        |        |        |        | Total   |
| ---- | ------------------ | ------ | ------ | ------ | ------ | ------ | ------ | ------- |
| 1    | CHN China          | 60,925 | 61,200 | 62,850 | 65,325 | 63,300 | 61,075 | 374,675 |
| 2    | JPN Japão          | 61,675 | 58,625 | 60,500 | 64,125 | 63,150 | 61,475 | 369,550 |
| 3    | RUS Rússia         | 60,475 | 57,400 | 60,625 | 64,300 | 63,100 | 60,325 | 366,225 |
| 4    | KOR Coreia do Sul  | 61,025 | 59,450 | 60,225 | 63,725 | 63,650 | 57,600 | 365,675 |
| 5    | GER Alemanha       | 61,100 | 58,900 | 60,000 | 64,375 | 61,500 | 59,800 | 365,675 |
| 6    | USA Estados Unidos | 59,900 | 57,325 | 60,550 | 63,850 | 62,300 | 61,275 | 365,200 |
| 7    | FRA França         | 59,025 | 55,825 | 58,975 | 64,650 | 62,175 | 60,550 | 361,200 |
| 8    | ROU Romênia        | 61,175 | 55,900 | 59,850 | 65,325 | 60,050 | 57,050 | 359,350 |
| 9    | CAN Canadá         | 60,500 | 56,475 | 59,225 | 63,750 | 61,175 | 57,850 | 358,975 |
| 10   | BLR Bielorrússia   | 57,875 | 57,575 | 59,125 | 63,750 | 61,200 | 58,425 | 357,950 |
| 11   | ESP Espanha        | 61,000 | 56,650 | 60,150 | 63,950 | 59,350 | 56,825 | 357,925 |
| 12   | ITA Itália         | 57,250 | 56,950 | 61,875 | 63,125 | 57,225 | 59,075 | 355,500 |

## Classificados para as finais
Apenas dois atletas de cada país puderam disputar a final. Os nomes dos que obteriam a vaga, mas não ficaram entre os dois primeiros do país estão grafados em itálico.

### Equipes
| Pos. | País               | Total   |
| ---- | ------------------ | ------- |
| 1    | CHN China          | 374,675 |
| 2    | JPN Japão          | 369,550 |
| 3    | RUS Rússia         | 366,225 |
| 4    | KOR Coreia do Sul  | 365,675 |
| 5    | GER Alemanha       | 365,675 |
| 6    | USA Estados Unidos | 365,200 |
| 7    | FRA França         | 361,200 |
| 8    | ROU Romênia        | 359,350 |

### Individual Geral
| Pos. | CON | Ginasta             | Total  |
| ---- | --- | ------------------- | ------ |
| 1    | CHN | Yang Wei            | 93,875 |
| 2    | GER | Fabian Hambüchen    | 92,425 |
| 3    | KOR | Kim Daeeun          | 92,400 |
| 4    | JPN | Kohei Uchimura      | 92,050 |
| 5    | JPN | Koki Sakamoto       | 91,950 |
|      | JPN | Hiroyuki Tomita     | 91,900 |
| 7    | RUS | Sergey Khorokhordin | 91,800 |
| 8    | USA | Jonathan Horton     | 91,650 |
| 9    | CHN | Chen Yibing         | 91,600 |
| 10   | FRA | Benoit Caranobe     | 90,925 |
| 11   | ESP | Rafael Martinez     | 90,800 |
| 12   | BLR | Dmitry Savitski     | 90,650 |
| 13   | PUR | Luis Rivera Rivera  | 90,600 |
| 14   | RUS | Maxim Devyatovskiy  | 90,350 |
| 15   | VEN | Jose Luis Fuentes   | 90,325 |
| 16   | USA | Jonathan Horton     | 91,650 |
|      | RUS | Yury Ryazanov       | 90,125 |
| 18   | KOR | Kim Soomyun         | 89,900 |
| 19   | USA | Alexander Artemev   | 91,650 |
| 20   | CAN | Nathan Gafuik       | 89,725 |
|      | GER | Phillip Boy         | 89,475 |
| 22   | KOR | Yang Tae Young      | 89,300 |
| 23   | UZB | Anton Fokin         | 89,275 |
| 24   | CAN | Adam Wong           | 89,125 |
| 25   | GBR | Daniel Keatings     | 88,950 |
| 26   | ITA | Enrico Pozzo        | 88,675 |
| 27   | FRA | Thomas Bouhail      | 88,550 |

### Salto sobre a mesa
| Pos. | CON | Ginasta            | Nota   |
| ---- | --- | ------------------ | ------ |
| 1    | ROU | Marian Drăgulescu  | 16,762 |
| 2    | FRA | Thomas Bouhail     | 16,662 |
| 3    | POL | Leszek Blanik      | 16,587 |
| 4    | BLR | Dmitry Kasperocivh | 16,587 |
| 5    | ROU | Flavius Koczi      | 16,587 |
| 6    | RUS | Anton Golotsutskov | 16,575 |
| 7    | FRA | Benoit Caranobe    | 16,437 |
| 8    | ESP | Isaac Botella      | 16,075 |

### Solo
| Pos. | CON | Ginasta            | Nota   |
| ---- | --- | ------------------ | ------ |
| 1    | BRA | Diego Hypólito     | 15,950 |
| 2    | ROU | Marian Drăgulescu  | 15,925 |
| 3    | ESP | Gervasio Deferr    | 15,825 |
| 4    | GER | Fabian Hambüchen   | 15,800 |
| 5    | JPN | Kohei Uchimura     | 15,725 |
| 6    | CHN | Zou Kai            | 15,700 |
| 7    | RUS | Anton Golotsutskov | 15,600 |
| 8    | ISR | Alexander Shatilov | 15,600 |

### Barra fixa
| Pos. | CON | Ginasta          | Nota   |
| ---- | --- | ---------------- | ------ |
| 1    | GER | Fabian Hambüchen | 16,200 |
| 2    | ITA | Igor Cassina     | 16,000 |
| 3    | FRA | Yann Cucherat    | 15,850 |
| 4    | NED | Epke Zonderland  | 15,750 |
| 5    | CHN | Zou Kai          | 15,600 |
| 6    | USA | Jonathan Horton  | 15,575 |
| 7    | JPN | Hiroyuki Tomita  | 15,550 |
| 8    | JPN | Takuya Nakase    | 15,450 |

### Argolas
| Pos. | CON | Ginasta                 | Nota   |
| ---- | --- | ----------------------- | ------ |
| 1    | CHN | Chen Yibing             | 16,525 |
| 2    | BUL | Iordan Iovtchev         | 16,275 |
| 3    | UKR | Oleksandr Vorobiov      | 16,250 |
| 4    | CHN | Yang Wei                | 16,225 |
| 5    | ITA | Matteo Morandi          | 16,025 |
| 6    | ITA | Andrea Coppolino        | 15,975 |
| 7    | FRA | Dani Pinheiro Rodrigues | 15,800 |
| 8    | ROU | Robert Stanescu         | 15,750 |

### Barras paralelas
| Pos. | CON | Ginasta          | Nota   |
| ---- | --- | ---------------- | ------ |
| 1    | CHN | Li Xiaopeng      | 16,425 |
| 2    | RUS | Nikolay Kryukov  | 16,175 |
| 3    | UZB | Anton Fokin      | 16,150 |
| 4    | KOR | Yoo Wonchul      | 16,150 |
| 5    | SLO | Mitja Petkovšek  | 16,125 |
| 6    | KOR | Yang Tae Young   | 16,100 |
| 7    | CHN | Huang Xu         | 16,075 |
|      | KOR | Kim Daeeun       | 16,050 |
| 9    | GER | Fabian Hambüchen | 16,050 |

### Cavalo com alças
| Pos. | CON | Ginasta           | Nota   |
| ---- | --- | ----------------- | ------ |
| 1    | CHN | Xiao Qin          | 16,000 |
| 2    | VEN | Jose Luis Fuentes | 15,525 |
| 3    | CRO | Filip Ude         | 15,475 |
| 4    | CHN | Yang Wei          | 15,425 |
| 5    | GBR | Louis Smith       | 15,325 |
|      | CHN | Huang Xu          | 15,300 |
| 7    | USA | Alexander Artemev | 15,250 |
| 8    | JPN | Hiroyuki Tomita   | 15,175 |
| 9    | KOR | Kim Jihoon        | 15,175 |